# Karl Tomaschek
Karl Tomaschek (auch Carl Tomaschek; * 28. September 1828 in Iglau; † 9. September 1878 in Wetterhöfl bei Iglau) war ein österreichischer Germanist, Literaturhistoriker und Hochschullehrer.

## Leben und Wirken
Karl Tomaschek war der jüngste von vier Söhnen des Gymnasiallehrers Johann Adolf Tomaschek aus dessen erster Ehe mit Johanna geb. Heller. Nach dem Tod seiner Mutter im Jahr 1832 wurde Karl Tomaschek von seinem Vater allein erzogen, der sich 1837 nach Olmütz versetzen ließ. Karl Tomaschek besuchte dort das Akademische Gymnasium, wo ihn insbesondere die Lehrer Anton Tkány in der Literatur und Adolf Ficker in der Philosophie und Geschichte beeinflussten. Auch mit Zweigen der Naturwissenschaften beschäftigte er sich. In dieser Zeit begann auch seine Freundschaft mit Karl Stumpf (später Karl Stumpf-Brentano). 1848 begann Tomaschek an der Universität Olmütz ein Studium der Rechtswissenschaften. Nachdem 1849 sein Vater gestorben war, ging er 1850 mit Karl Stumpf wegen des Lehrermangels als Vertretungslehrer für philosophische Propädeutik, Geschichte und deutsche Sprache an das Gymnasium Olmütz. Ab 1851 studierte er an der Universität Wien unter anderem bei Hermann Bonitz, Heinrich Wilhelm Grauert und Karl Josef Grysar Philosophie, deutsche Philologie, Geschichte und Geografie. Zur Vorbereitung der Lehramtsprüfung erhielt er von Heinrich Wilhelm Grauert den Auftrag, eine Arbeit zum Leben des hellenischen Volkes zu schreiben. Er verfasste dazu 268 Seiten, die nach Grauerts Tod von Albert Jäger begutachtet wurden, der ihm gutes selbstständiges Forschen und Denken, Klarheit in der Anordnung und eine blühende Sprache bescheinigte. Auch die Klausurarbeit über den Verfall des Römischen Reiches wurde sehr positiv bewertet, ebenso durch Franz Lott die Arbeiten auf philosophischem Gebiet. 1852 legte er die Lehramtsprüfung ab und unterrichtete in Wien am Gymnasium in Josefstadt und von 1853 bis 1862 am Theresianum. Dort lehrte er Geschichte und deutsche Sprache.
1855 konnte er sich „mit Nachsicht des sonst obligatorischen Doktorats“ bei Karl August Hahn mit den Arbeiten Die Einheit in Schillers Wallenstein und Versuch einer Darstellung der allgemeinsten Probleme und Methoden der antiken Kunstforschung für Neuere deutsche Literaturgeschichte habilitieren.
Nach Erscheinen seines Buches Schiller in seinem Verhältnisse zur Wissenschaft stellte das Professorenkollegium der Philosophischen Fakultät der Universität Wien 1862 den Antrag, Tomaschek zum Professor zu ernennen, wobei insbesondere Franz Pfeiffer ein Fürsprecher war. Da ein zweiter Lehrstuhl nicht eingerichtet werden konnte, wurde Tomaschek 1862 als ordentlicher Professor für Deutsche Sprache und Literatur an die Universität Graz berufen. Dort war er 1864/1865 Dekan der Philosophischen Fakultät und ab 1865 Mitglied der Prüfungskommission für Lehramtskandidaten. 1868 wurde er als Professor an die Universität Wien berufen. Dort war er 1871/1872 Dekan der Fakultät, 1876 wurde er zum Mitglied des Senats der Fakultät gewählt. Zu seinen Schülern zählten unter anderem Jakob Minor und August Sauer, der 1877 bei ihm promoviert wurde.
Karl Tomaschek beschäftigte sich mit der Literaturgeschichte des 18. und 19. Jahrhunderts, insbesondere mit Johann Wolfgang von Goethe, Friedrich Schiller, Friedrich Gottlieb Klopstock und Gotthold Ephraim Lessing. Außerdem befasste er sich mit didaktischen Fragen des Deutschunterrichts und unterstützte die Schulreformen von Hermann Bonitz und Franz Serafin Exner. Er gehörte zur Redaktion der von Johann Gabriel Seidl, Hermann Bonitz und Joseph Mozart gegründeten und herausgegebenen Zeitschrift für die österreichischen Gymnasien, ab 1873 war er Chefredakteur für den didaktisch-pädagogischen Teil.
Karl Tomaschek erhielt 1863 die Ehrendoktorwürde der Universität Graz. 1867 wurde er korrespondierendes Mitglied und 1874 wirkliches Mitglied der Kaiserlichen Akademie der Wissenschaften in Wien. 1877 wurde er zum Hofrat ernannt.
Der Gesundheitszustand von Karl Tomaschek verschlechterte sich ab Anfang der 1870er Jahre, er litt immer wieder an Atembeschwerden. Im Mai 1878 erkrankte er an einem Katarrh, dann an einem Magenleiden und ab Ende Juli an einer akuten Herzkrankheit, die sich schon länger herausgebildet hatte. Nach einer kurzen Erholung starb er am 9. September und wurde auf dem Friedhof in Iglau beerdigt.

## Schriften
- Schiller und Kant. Tendler, Wien 1857, OCLC 833150985.
- Ueber Schillers Wallenstein. Gerold, Wien 1858, OCLC 748776666.
- Schiller in seinem Verhältnisse zur Wissenschaft. Gerold, Wien 1862, OCLC 1046151407.
- (Hrsg.): Gotthold Ephraim Lessing: Minna von Barnhelm oder das Soldatenglück. Schulausgabe mit Anmerkungen von Karl Tomaschek. Göschen, Leipzig 1865.
- mit Heinrich Siegel (Hrsg.): Die Salzburgischen Taidinge. Braumüller, Wien 1870, DNB 362390711 (Digitalisat).
- Friedrich Halm und Franz Grillparzer. Zwei Nekrologe. Gerold, Wien 1872, OCLC 797321537.
- Die neuhochdeutsche classische Dichtung und die Literaturgeschichte. Gerold, Wien 1875, OCLC 39114973.
- mit Gregor Kutschera von Aichbergen: Johann Anton Leisewitz. Ein Beitrag zur Geschichte der deutschen Literatur im XVIII. Jahrhundert. Gerold, Wien 1876, OCLC 758637912.